# Gonolobus micranthus
Gonolobus micranthus là một loài thực vật có hoa trong họ La bố ma. Loài này được Hook.f. ex Hemsl. mô tả khoa học đầu tiên năm 1884.